# Edificio Dal-Tex
El Edificio Dal-Tex es un edificio de oficinas localizado en 501 Elm Street en el   distrito oeste de Dallas del centro de  Dallas, Texas. El edificio está situado en la esquina noreste de las calles Elm y Houston Norte, cruzando la calle desde el Texas School Book Depository en la Plaza Dealey, escena del asesinato de John F. Kennedy el 22 de noviembre de 1963 . El Dal-Tex Building, llamado también Dallas-Textiles Building,  Dal-Tex Market Building, o Dal-Tex Mart Building, era el centro del negocio textil en Dallas.

## Desarrollo
Diseñado por los arquitectos James P. Hubbell y Herbert Miller Greene como Almacén para la Kingman Texas Implement Company, el edificio fue definido como uno de los primeros diseños Sullivanescos en Texas". Este edificio es reportado como mostrando las primeras influencias de la Escuela Prairie en Greene.

## Asesinato de Kennedy
Abraham Zapruder, quien filmó la famosa película con el asesinato, tenía sus oficinas en el segundo piso del Edificio Dal-Tex .
Muchas teorías sobre el asesinato de Kennedy afirma que algunos de los disparos sobre la caravana de Kennedy procedieron del Dal-Tex Building. Numerosos testigos del asesinato reportaron escuchar disparos procedentes del edificio. De hecho, el edificio Dal-Tex fue uno de los primeros edificios para ser sellado en los minutos después del asesinato. Se hicieron varios arrestos tras el bloqueo del edificio; no hay registro de un hombre joven vestido con una chaqueta de cuero negro y guantes negros, que fue llevado a la Oficina de alguaciles (también ubicado dentro del edificio Dal-Tex) pero nunca fue acusado y no existen registros de su nombre .Otro sospechoso detenido en el edificio Dal-Tex fue  Jim Braden, un delincuente profesional con vínculos de la Mafia que había cambiado recientemente su nombre y así fue liberado por las autoridades. Además, el edificio Dal-Tex se alinea directamente con la trayectoria de la bala que golpeó el borde de la acera, hiriendo a transeúnte James Tague.

## Galería de imágenes

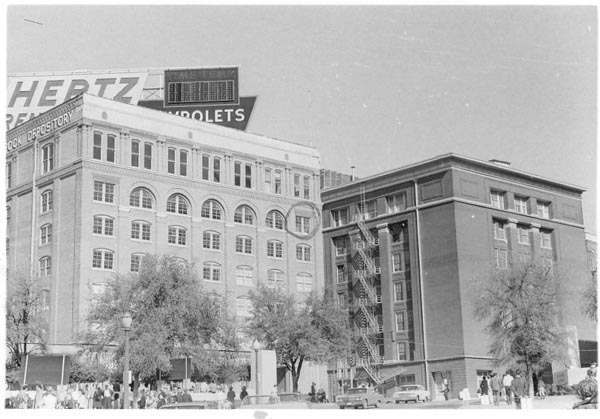
El edificio Dal-Tex (derecha), cruzando la calle el depósito de textos escolares de Texas
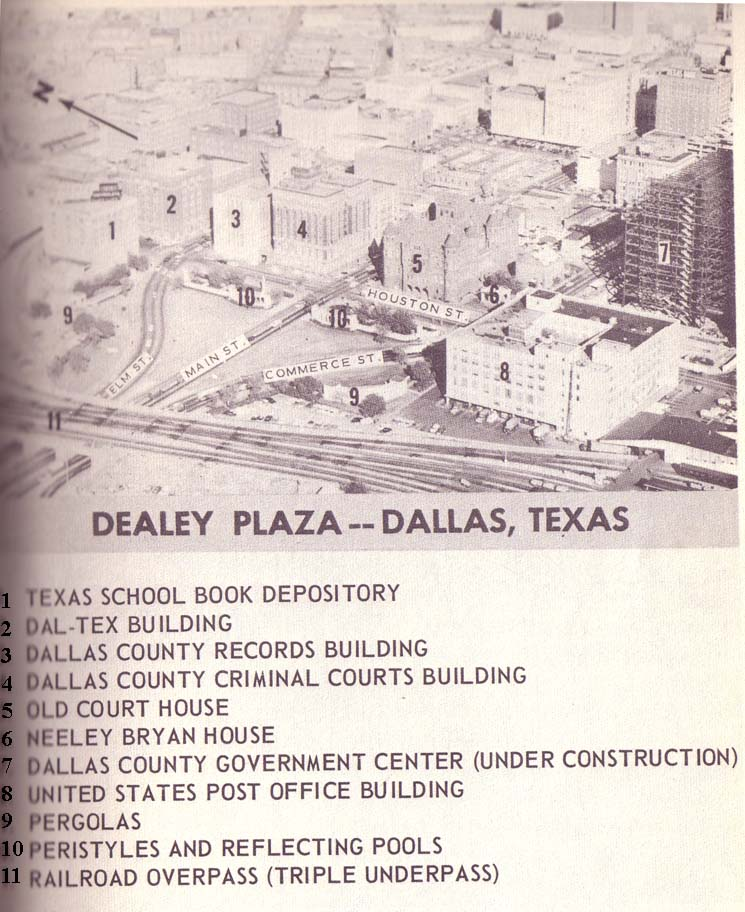
Exposición de la prueba Comisión Warren 876 mostrando la ubicación del edificio Dal-Tex